# مقاطعة فينانغو (بنسلفانيا)
مقاطعة فينانغو (بالإنجليزية: Venango County, Pennsylvania)‏ هي إحدى مقاطعات ولاية بنسلفانيا في الولايات المتحدة. بلغ عدد سكانها 54984 نسمة في عام 2010 حسب إحصاء مكتب تعداد الولايات المتحدة.

## أعلام
- صموئيل مارشال بيري

## وصلات خارجية
- www.co.venango.pa.us